# Gamalost
Il Gamalost o Gammelost è un formaggio tradizionale norvegese.
Si tratta di un formaggio giallo-bruno, consistente, umido, grossolano e spesso granulare. Il Gamalost è ricco di proteine e ha contenuto di grassi pari all'1% e un contenuto proteinico pari al 50%. Il gamalost, il cui nome è traducibile in "formaggio vecchio", era un tempo un alimento base della dieta norvegese. Come molti cibi tradizionali norvegesi, come il pane, le carni salate secche e lo stoccafisso, il Gamalost può essere conservato per lunghi periodi senza refrigerazione.